# Antonio Castilla López
Antonio Castilla López  (Jerez de la Frontera, Andalucía 12 de enero de 1886, Madrid, 30 de abril de 1965) fue un adelantado de su época, considerado junto al también andaluz Matías Balsera, iniciador de la radio en el país y fundador de la primera emisora, Radio Ibérica.
Entre sus logros principales se encuentran:
- Introducción de las válvulas De Forest
- Creación de la emisora EAJ-4 en Madrid
- En abril de 1920 ofrecio la considerada como la primera emisión de radiodifusión en España y casi en el mundo en la Universidad de Valencia .[2]
- Se convirtió en el mayor accionista de Unión Radio antes de 1936.

## Biografía
Su padre, Manuel Castilla, maestro y con intereses en sector del vino, estaba casado en segundas nupcias con Rosario López.
En sus primeros años de educación en Jerez el joven Castilla ya vislumbra una inteligencia viva y despierta. Hacia 1900, inicia su amistad con Matías Balsera considerado el primer radioaficionado español. Castilla será su “eficaz discípulo”, y en “muchos aspectos le superará”, como nos dice el periodista y profesor Antonio Checa en su “Historia de la Radio en Andalucía”.
Entre 1904 y 1908 acompaña a Balsera en una serie de experimentos para la puesta en práctica de un invento para el control de la navegación de torpedos, contando con el apoyo de la Marina de Guerra alemana que ha mostrado su interés en el proyecto. Castilla, que en 1910 tiene veinticuatro años, da el salto a la capital para continuar su formación y ampliar sus conocimientos.  En ese año contrae matrimonio, en Barcelona, con Mercedes Rovira y Roig; de este matrimonio, que se malogrará más tarde, nacerá su hija Rosario Castilla Rovira.
En el periodo que va de 1913 a 1915 lleva a cabo los cursos en la Escuela Oficial de Telecomunicación, realizando productivos viajes al extranjero como a Francia, Inglaterra y Estados Unidos. En este país obtiene el título de ingeniero en radioelectricidad, llegando a colaborar con el mismo Lee de Forest (1873-1961), considerado el padre de la radioelectrónica e inventor del triodo.
De regreso a España en 1916 trabaja en varios encargos oficiales como son la creación de varias emisoras de radiotelegrafía situadas en la capital bajo titularidad estatal: la de la Marina de Guerra, la del ejército y la del Palacio de Comunicaciones, esta última considerada como un modelo para otros países europeos. Otro hecho relevante es la comunicación por radioteléfono entre Madrid y el Pardo, mediante transmisores construidos bajo su dirección.
El año 1917 será un gran año para este jerezano. Con el apoyo de socios capitalistas de Bilbao constituye en Madrid la Compañía Ibérica de Telecomunicación, la primera que estableció la industria de Radio Electrónica, fabricando los primeros tubos electrónicos y los equipos transmisores y receptores hechos en España. Se encargará de suministrar equipos de radiodifusión al ejército y a los radioaficionados. El personal de la fábrica era exclusivamente español, teniendo que vencer en muchos momentos los problemas de la falta de material para la fabricación de válvulas. Sin embargo sus éxitos continuaran. Dos hechos destacan sobre los demás: consigue mantener al rey, Alfonso XIII, comunicado en el yate Giralda con tierra durante una travesía por el Cantábrico, y equipa con los nuevos aparatos de comunicación a los barcos de la Compañía Isleña Marítima.   El Jaime I, en su viaje a Palma de Mallorca, mantuvo perfecta comunicación con el puerto de Barcelona por telefonía sin hilos, siendo la primera vez que esto se realizaba en España.
Otro evento que sobresale en su vida profesional será la conferencia que con el título de “La Física del tubo Electrónico” impartirá en 1920 en el Paraninfo de la Universidad de Valencia. La finaliza con la retransmisión de un concierto desde el Palacio de la Exposición, escuchado a través de un solo receptor por un numeroso público.

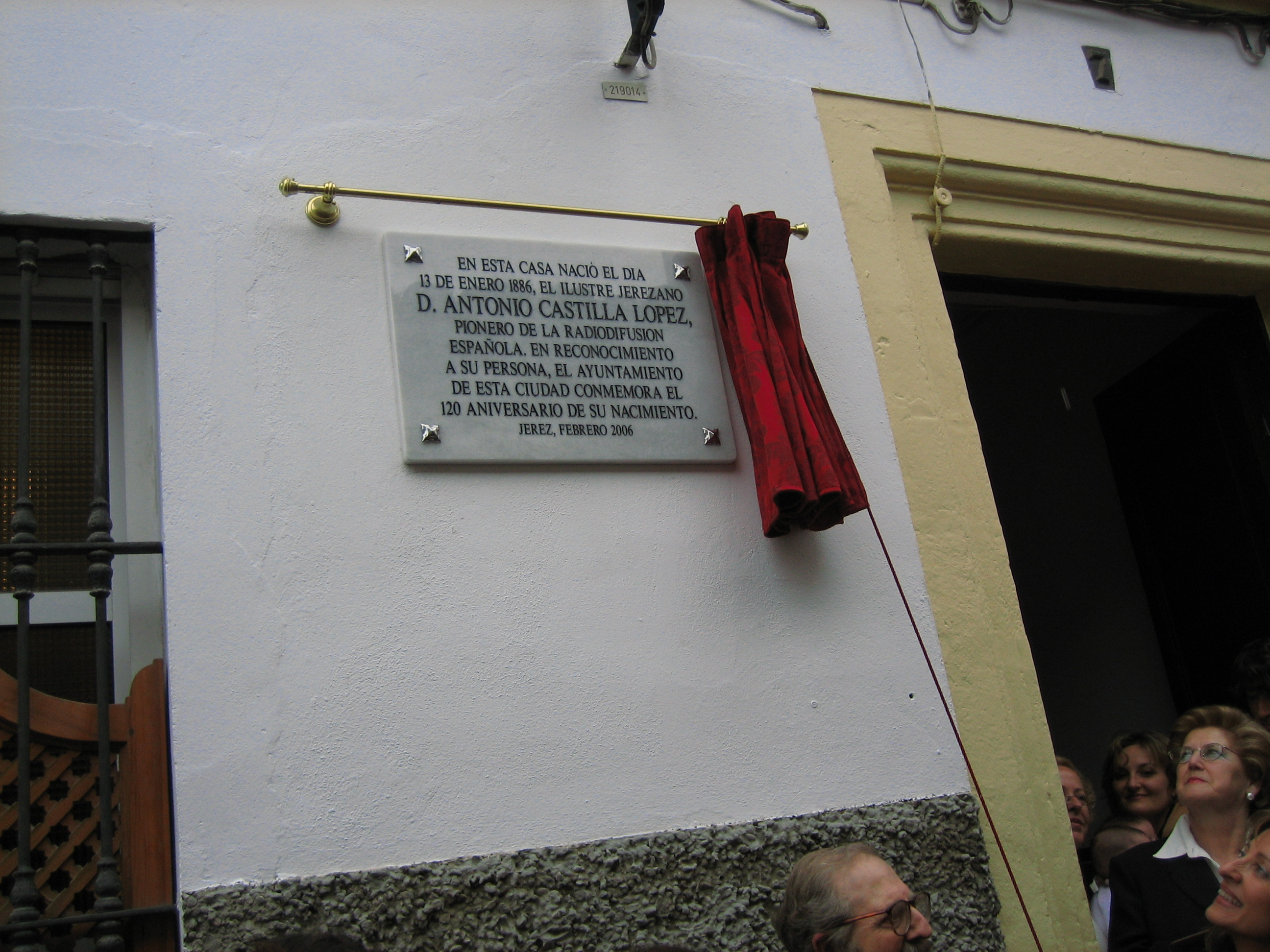
Inauguración placa en su casa natal

En 1922 su fábrica, instalada en el Paseo del Rey, produce también micrófonos, y a finales de 1923 salen al mercado los famosos receptores de la marca Iberia. En ese mismo año se inicia lo que es considerado oficiosamente las primeras emisiones de la primera Radio en España, Radio Ibérica, que por cuestiones burocráticas recibirá el indicativo de identificación EAJ 6, correspondiendo el de EAJ 1 a Radio Barcelona. En un principio la programación de Radio Ibérica se hará con la emisión de programas de música, conferencias culturales e información del tiempo, para más adelante ofrecer boletines de noticias, conciertos y apartados infantiles.
Aunque en 1924 es nombrado presidente de honor de la Asociación Radio Española la fuerte competencia internacional y la necesidad de disponer de recursos para la fabricación en serie de sus componentes le aboca a fusionarse con La Radiotelefonía española, de capital hispano-francés.
En un último intento por remontar la crisis y buscar su lugar en el sector construye y gestiona él mismo Radio Castilla, la  EAJ 4, que inicia sus emisiones el 19 de octubre de 1925. Las instalaciones serán inauguradas unas semanas más tarde por el mismo general Miguel Primo de Rivera. Tanto el dictador como el terrateniente jerezano, Francisco Moreno Zuleta, Conde de los Andes, favorecieron los proyectos de su paisano. Del apoyo recibido por el Conde de los Andes surgiría una empresa para la fabricación de anuncios de neón, una novedad para el momento, como el que se instaló en la Puerta de Sol de Madrid para el símbolo del Tío Pepe de las bodegas González Byass. Debido a las dificultades económicas que sufre la emisora en este tiempo es transferida en 1927 a la órbita de la cadena Unión Radio, formada mayoritariamente por las sucursales españolas de las poderosas empresas extranjeras.
Los nuevos tiempos que traen cambios políticos importantes y con ellos los negros presagios de la guerra que se avecina relegan a Castilla a la postergación. Antonio Castilla era un hombre de una enorme fuerza de voluntad, y a finales de los cincuenta se vuelve a hablar de él debido a la invención de un sistema de señales eléctricas sin conductores, que se utilizará con éxito en la circulación por carretera.

Sello conmemorativo

En los últimos años trabaja para la empresa Standard Eléctrica, teniendo su residencia en la calle Evaristo San Miguel 20 de Madrid, donde fallece el 30 de abril de 1965, no sin antes legalizar celebrar sus segundas nupcias con María Asunción Ruiz Pérez, casándose el 12 de marzo de ese mismo año, a la edad de 79 años. De este esta unión tan solo sobrevive actualmente un hijo.